# Gasherbrum-Gruppe
Die Gasherbrum-Gruppe ist ein bis zu 8080 Meter hohes Bergmassiv im Baltoro Muztagh im inneren Karakorum.
Mit drei Achttausendern ist sie Ziel vieler Alpinisten und Trekking-Touristen. Sie liegt im Grenzgebiet zwischen der pakistanischen autonomen Region Gilgit-Baltistan und China (Shaksgam-Tal) in der umstrittenen Region Kaschmir. Das von Indien kontrollierte Gebiet des Siachengletschers beginnt wenige Kilometer entfernt.
Der höchste Berg der Gruppe ist mit 8080 Metern der Hidden Peak, auch Gasherbrum I genannt. Nur wenig niedriger sind Broad Peak (8051 m) und Gasherbrum II (8034 m). Der markanteste Berg ist beim Anmarsch von Westen der Gasherbrum IV (7932 m), Namensgeber des Massivs.

## Entdeckungsgeschichte

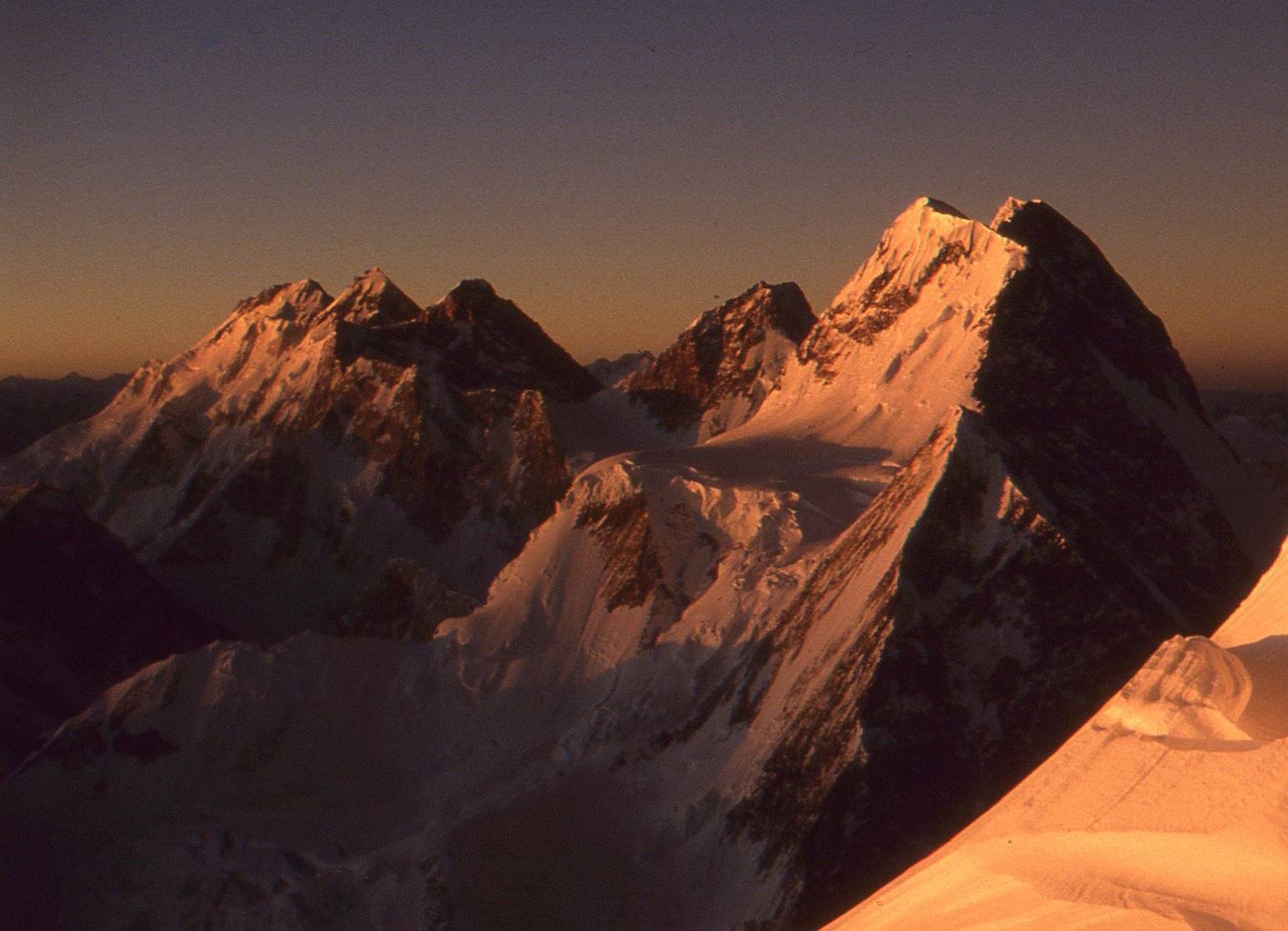
Blick vom Südostgrat des K2 (ca. 7700 m) nach Süden: v. l. n. r. die Gipfel von G I, G II, G III und G IV sowie Mittel- und Hauptgipfel des Broad Peak, darunter der Broad Peak Nord.

Der deutsche Forschungsreisende Adolf von Schlagintweit erreichte im Jahr 1856 als vermutlich erster Europäer das Gebiet des Baltorogletschers, der den Zugang zur Gasherbrum-Gruppe von Westen aus ermöglicht. Im selben Jahr kartierte der britische Vermessungsingenieur Thomas George Montgomerie die Gipfel des Karakorums aus der Ferne und benannte sie K1 für den Masherbrum, K2, K3 für Broad Peak, K4 für Gasherbrum II und K5 für den Hidden Peak. Das K steht hierbei für Karakorum. 1861 war Henry Haversham Godwin-Austen der Erste, der in die Nähe der Berge kam und auch eine Übersichtskarte anfertigte. Francis Younghusband überquerte im Jahr 1887 als erster Europäer den nahe gelegenen Old-Muztagh-Pass von China aus.
Im Jahr 1909 führte Luigi Amedeo di Savoia, Herzog der Abruzzen, eine Großexpedition ins Baltoro-Gebiet durch. Dabei wurde erstmals erkannt, dass es sich bei den Bergen zwischen Broad Peak und Hidden Peak um eine durchgehende Kette handelte. Die Kette wurde zunächst als Broad-Gasherbrum-Range bezeichnet, denn für den Broad Peak war fälschlicherweise eine Höhe von 8270 Metern ermittelt worden, was ihn (bis 1926) zum sechsthöchsten Berg der Erde und zum höchsten Berg der Gruppe machte.
1926 erforschte der englische Major Kenneth Mason im Auftrag des Survey of India das Shaksgam-Tal. Dabei wurden zwar noch nicht die zur Gasherbrum-Gruppe führenden Gletscher westlich des Tals betreten, die Berge konnten jedoch von Osten aus kartografiert und vermessen werden; die Höhe des Broad Peak wurde korrigiert.

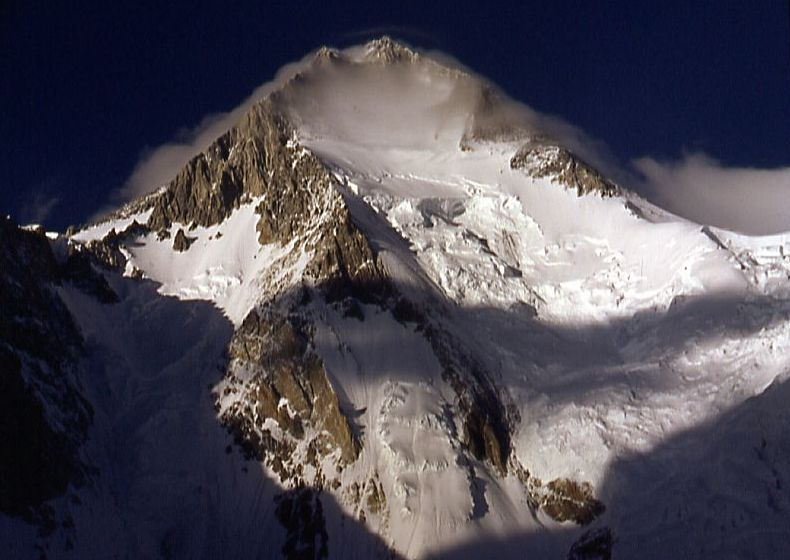
Der Hidden Peak (8080 m) ist der höchste Berg der Gasherbrum-Gruppe. Hier ist die Südwand zu sehen.

Eine weitere italienische Großexpedition unter der Leitung von Aimone di Savoia-Aosta, Herzog von Spoleto, widmete sich 1929 der Erforschung des Baltoro-Gebietes. Anders als die Expedition des Herzogs der Abruzzen 1909, die die Besteigung des K2 und anderer hoher Berge zum Ziel hatte, war das Unternehmen seines Neffen an geografischen und geologischen Erkenntnissen interessiert, die unter Mitwirkung von Professor Ardito Desio gewonnen wurden. Insbesondere konnten der Obere Baltorogletscher und der Abruzzigletscher als Zugang zum Gasherbrumkessel erkundet werden. Desio – 1954 schließlich Leiter der K2-Erstbesteigungsexpedition – überquerte außerdem den Östlichen Muztaghpass nach China und erforschte das Shaksgam-Tal. Dabei stieß er bis zum Urdok-Gletscher vor; ihm gelang damit nahezu die vollständige Umrundung der Achttausenderregion des Karakorum.
Der deutsche Geologe und Bergsteiger Günter Oskar Dyhrenfurth, der 1930 bereits den Kangchendzönga erkundet hatte, leitete 1934 die Internationale Himalaya-Expedition („I.H.E. 1934“), die ebenfalls das Gebiet oberhalb des Oberen Baltorogletschers zum Ziel hatte. Seinem Team gelang neben der Erstbesteigung des südlich des Hidden Peak gelegenen Sia Kangri der Aufstieg über den Eisbruch des Südlichen Gasherbrumgletschers in den Gasherbrumkessel und bis zum Gasherbrum La, dem Sattel zwischen Gasherbrum II und Hidden Peak.

## Etymologie

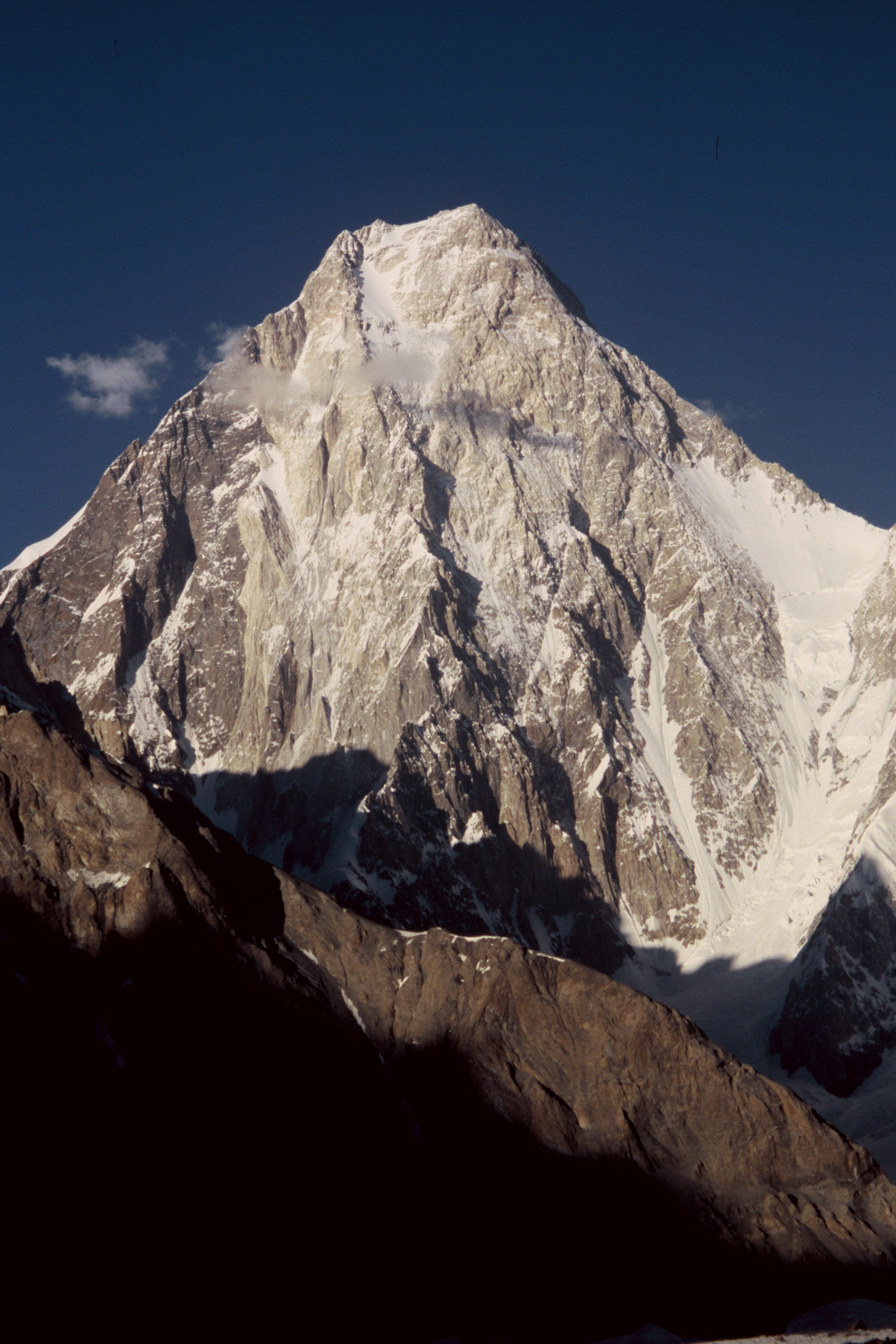
Die im Abendlicht erstrahlende Westwand des Gasherbrum IV.
Das Bild veranschaulicht die Annahme, Gasherbrum bedeute „Leuchtende Wand“.

Der Name Gasherbrum stammt aus der Balti-Sprache, einem sinotibetischen Dialekt, und wird häufig mit „Leuchtende Wand“ übersetzt, in Anlehnung an die im Abendlicht erstrahlenden Westwände des Massivs – insbesondere des Gasherbrum IV. Diese Übersetzung erfuhr Dyhrenfurth während der I.H.E. 1934 von Einheimischen, räumte aber ein, dass sie nicht ganz eindeutig sei. Inzwischen ist die Bedeutung der Morpheme bekannt, der Name ist zusammengesetzt aus „rgasha“ (schön) und „brum“ (Berg), er bedeutet also „schöner Berg“. Häufig werden die Namen der Berge mit dem Anfangsbuchstaben G und der jeweiligen (römischen) Zahl abgekürzt.
Die von Montgomerie eingeführten Kürzel der Bergnamen sind heute nicht mehr gebräuchlich. Nur der K2 – der zweithöchste Berg der Erde und nördlicher Nachbar der Gasherbrum-Gruppe – ist noch immer unter Montgomeries Bezeichnung bekannt. Spätere Entdecker übernahmen meist die Bergnamen der Bewohner des Gebiets. Aufgrund ihrer Abgelegenheit existierten für Berge wie K2, Broad Peak oder Hidden Peak keine einheimischen Namen. Die englischen Bezeichnungen wurden vom britischen Bergsteiger und Forscher William Martin Conway 1892 geprägt. Der Hidden Peak (zu deutsch versteckter Berg) erhielt seinen Namen, weil er beim Anmarsch erst ganz spät vom Oberen Baltoro-Gletscher aus zu sehen ist. Für den Namen des Broad Peak (etwa „Breitspitze/-gipfel“) inspirierte ihn die Form des Berges mit seinem langen Gipfelgrat. Conway sah sich beim Anblick des Berges an das Breithorn in den Walliser Alpen erinnert. Falchan (bzw. Phalchan) Kangri, die Übersetzung seines englischen Namens in die Balti-Sprache, wird von den Einwohnern nicht akzeptiert. Dessen Mittelgipfel, der Broad Peak Central, trägt den chinesischen Namen Zhongyang, was ebenfalls mittel/zentral bedeutet. (Es war lange umstritten, ob dieser 8011 m hohe Gipfel als „15. Achttausender“ gelten sollte.)
Im Sprachgebrauch wird gelegentlich zwischen Broad Peak und der Gasherbrum-Gruppe (also den Bergen, die diesen Namen tragen) unterschieden, geographisch gesehen ist der Broad Peak jedoch Teil der Gruppe.

## Wichtige Berge und Gipfel der Gasherbrum-Gruppe
| Gasherbrum-Gruppe | Gasherbrum-Gruppe               | Gasherbrum-Gruppe | Gasherbrum-Gruppe | Gasherbrum-Gruppe | Gasherbrum-Gruppe      | Gasherbrum-Gruppe |
| ----------------- | ------------------------------- | ----------------- | ----------------- | ----------------- | ---------------------- | ----------------- |
|                   | Berg/Gipfel                     | Höhe              | Schartendifferenz | Bezug             | Scharte                |                   |
| 1                 | Hidden Peak (Gasherbrum I)      | 8080 m            | 2155 m            | K2                | Skyang La (5925 m)     |                   |
| 2                 | Broad Peak                      | 8051 m            | 1701 m            | G I               | 6350 m                 |                   |
| 3                 | Gasherbrum II                   | 8034 m            | 1523 m            | G I               | Gasherbrum La (6511 m) |                   |
| 4                 | Broad Peak Central*             | 8011 m            | 191 m             | Broad Peak        | Broad Col 7820 m       |                   |
| 5                 | Gasherbrum III*                 | 7946 m            | 355 m             | G II              | 7591 m                 |                   |
| 6                 | Gasherbrum IV                   | 7932 m            | 712 m             | G III             | 7220 m                 |                   |
| 7                 | Gasherbrum Ost*                 | 7758 m            | 170 m             | G II              | 7588 m                 |                   |
| 8                 | Broad Peak Nordgipfel           | 7490 m            | 212 m             | Broad Peak        | 7278 m                 |                   |
| 9                 | Urdok I**                       | 7250 m            | 270 m             | G I               | 6980 m                 |                   |
| 10                | Gasherbrum V                    | 7147 m            | 654 m             | G I               | South Col (6493 m)     |                   |
| 11                | Gasherbrum I Süd (G 0)**        | 7109 m            | keine Angaben     | G I               | k. A.                  |                   |
| 12                | Nakpo Kangri                    | 6984 m            | 718 m             | G I               | Nakpo La (6266 m)      |                   |
| 13                | Gasherbrum VI                   | 6979 m            | 539 m             | G V               | 6450 m                 |                   |
| 14                | Gasherbrum VII (G V Nord West)* | 6955 m            | 165 m             | G V               | 6790 m                 |                   |
| 15                | Kharut Kangri***                | 6942 m            | 402 m             | Broad Peak        | 6540 m                 |                   |
| 16                | Twins****                       | 6882 m            | k. A.             | G V?              | k. A.                  |                   |

* Nebengipfel oder Relativ selbständiger Hauptgipfel

**  Nebengipfel des Hidden Peak oder Relativ selbständiger Hauptgipfel

***  Nebengipfel des Broad Peak

****  Nebengipfel des Gasherbrum VII

## Geologie
Der Karakorum ist als Teil des Himalayasystems ein Faltengebirge und entsteht als Folge der Plattentektonik durch die Kollision der indischen mit der eurasischen Platte. Der Vorgang der Gebirgsbildung ist noch nicht abgeschlossen, an einigen Stellen wächst der Karakorum noch um bis zu fünf Zentimeter pro Jahr.
Die Gesteinsschichtung im Karakorum ist regional sehr unterschiedlich. Sie besteht aus dünnen, schwarzen Schieferplatten, Dolomit oder Muschelkalk. Während die westlichen Teile des Karakorums (Trango-Gruppe, Latok-Gruppe, Ogre), aus rotgelbem Granit bestehen, setzt sich die gesamte Gasherbrum-Gruppe aus brüchigem Kalkstein zusammen. Dessen hoher Anteil an kristallinen Mineralien sorgt für das namensgebende „Leuchten“ der Westseite der Berge in der Abendsonne.

## Geografie

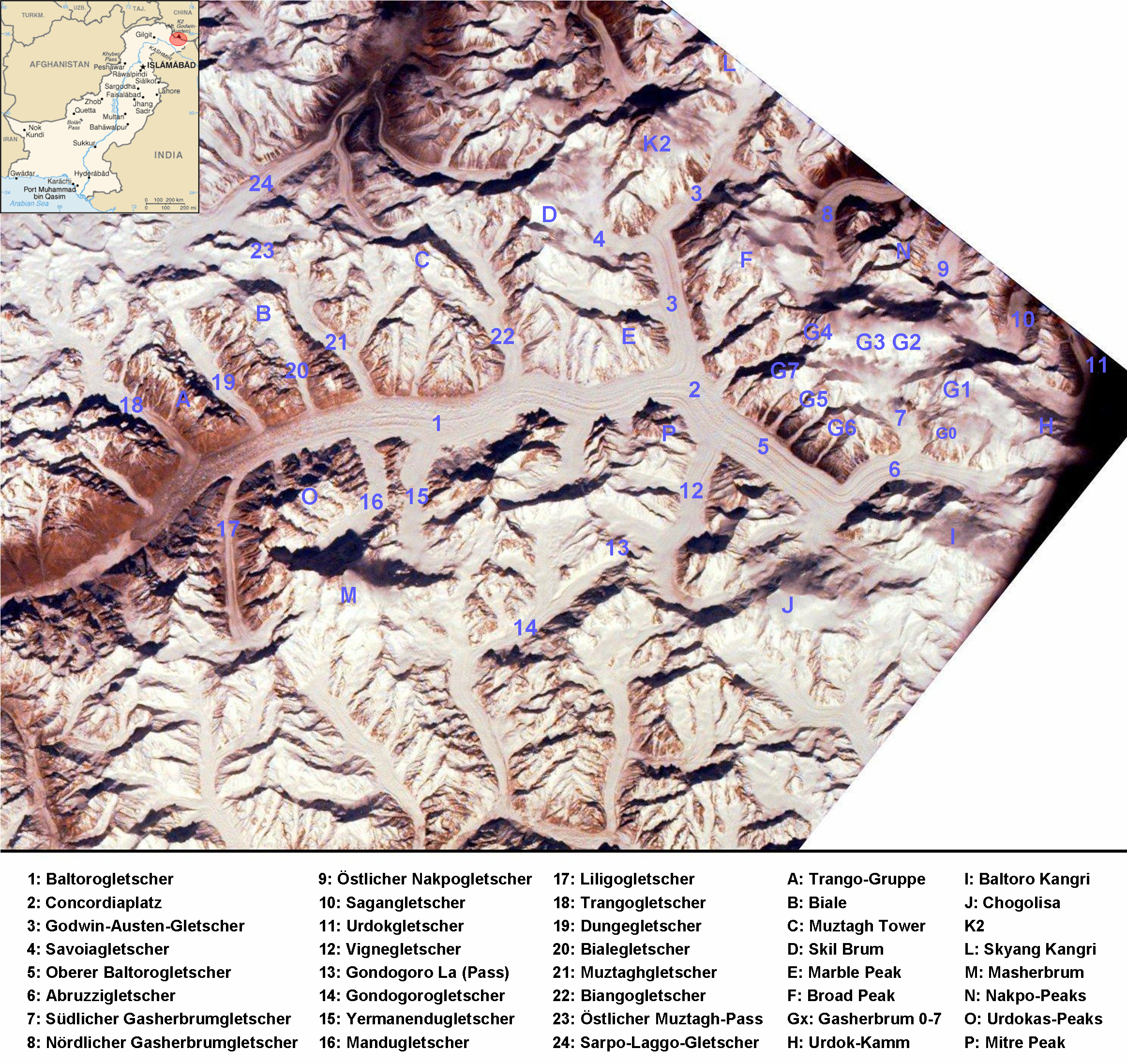
Die Baltoro-Region von der ISS aus gesehen. Rechts die Gasherbrum-Gruppe (F, G0–G7, H, N).

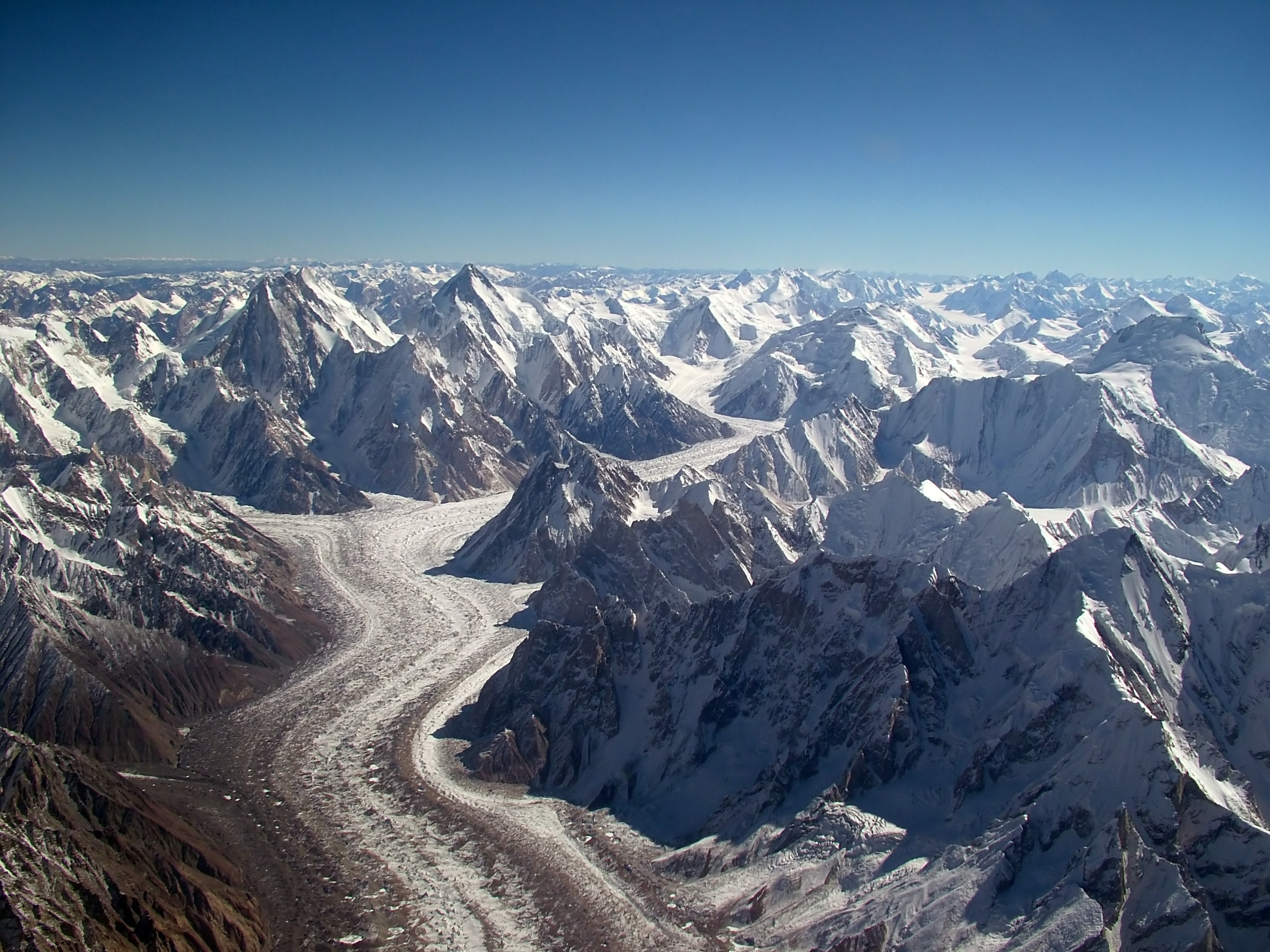
Die Gasherbrum-Gruppe über dem Baltorogletscher (ohne Broad Peak)

### Zugang
Der Zugang zum Baltoro-Gebiet erfolgt von Südwesten. Der Ausgangsort Skardu im Industal wird von Islamabad aus angeflogen, außerdem ist diese Stadt vom Karakorum Highway (KKH) aus über Straßen erreichbar. Von dort aus führt der Weg durch die Schluchten der Flüsse Shigar und Braldu. Eine mit Jeeps befahrbare Piste existiert inzwischen bis zum Dorf Askole, der letzten Siedlung vor dem Inneren Karakorum. Ab hier folgt der Fußweg durch die Schlucht des Braldu-Flusses, der das Wasser des Baltorogletschers zum Shigar und weiter zum Indus führt. Beim Anmarsch über den Baltorogletscher von der Gletscherzunge nach Osten bestimmt zunehmend die Westwand des Gasherbrum IV das Panorama. Der Hauptstrom des Baltoro beginnt im Concordiaplatz, wo sich der von Norden kommende Godwin-Austen-Gletscher mit dem im Südsüdosten beginnenden Oberen Baltorogletscher vereint und als Baltorogletscher nach Westen abfließt.
Aus dem Hushetal südlich des Masherbrums ist ein Übergang über den Gondogoro La, einen 5620 Meter hohen Pass zwischen Gondogoro- und Vignegletscher, möglich. Der Vignegletscher mündet nahe dem Concordiaplatz, südöstlich des Mitre Peak in den Oberen Baltorogletscher. Dieser Weg wird von Trekkingreisenden häufiger als Rückweg gewählt, während der Anmarsch über den Baltorogletscher erfolgt.
Die chinesische Seite der Gasherbrum-Gruppe ist nicht über Askole zu erreichen, sondern über den KKH aus Pakistan oder in China mit dem Flugzeug nach Kaschgar im Uigurischen Autonomen Gebiet Xinjiang. Von dort geht der Weg über Yarkant ins Hinterland des Kunlun Shan, von wo aus die Reise nur noch als langer Marsch mit Kamelen als Lastenträger fortgesetzt werden kann. Über den 4780 Meter hohen Aghil-Pass gelangt man ins Shaksgam-Tal auf der Nord- bzw. Ostseite der Berge.

### Topografie der Gruppe

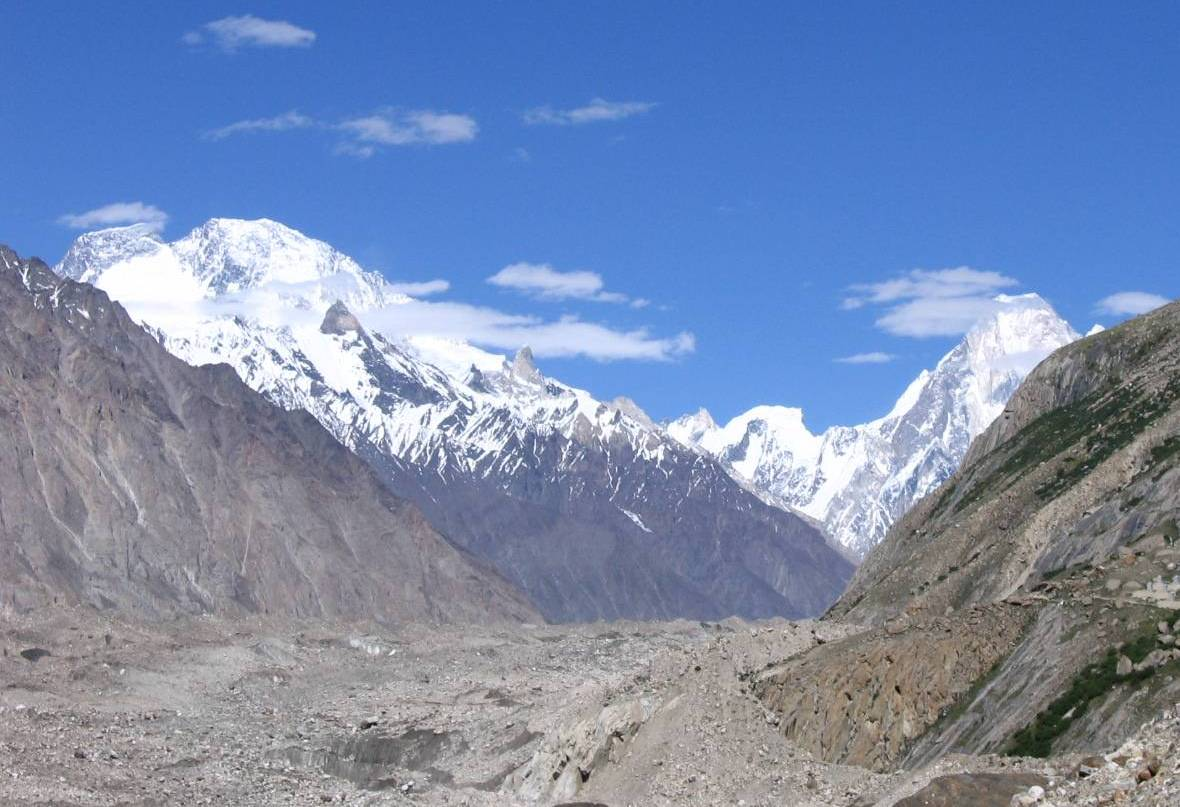
Broad Peak: Mittel-(ganz links) und Hauptgipfel sowie Gasherbrum IV (rechts) vom Baltorogletscher aus

Die Gasherbrum-Gruppe hat eine Nord-Süd-Ausdehnung von etwa 30 Kilometern und eine West-Ost-Ausdehnung von etwa 15 Kilometern. Sie erstreckt sich auf einer Fläche von etwa 450 Quadratkilometern. Den Hauptkamm bildet eine oft verzweigte, „etwa 50 Kilometer lange Mauer großer Fels- und Eisberge“ mit einem Höhenunterschied von 6350 bis 8080 Metern.
Die Gasherbrum-Gruppe setzt sich aus drei untergeordneten Bergstöcken zusammen. Von Norden nach Süden sind dies:
- Der Broad Peak, mit Nord-, Mittel- und Hauptgipfel, der sich nach Süden in seiner niedrigsten Scharte bis auf 6350 m zum Broad Saddle absenkt, von dort steigt der Nordwestgrat des Gasherbrum IV an.
- Die eigentliche Gasherbrum-Gruppe, die aus Gasherbrum II, III und IV besteht; ebenfalls zugehörig sind die Berge Gasherbrum V und VI samt Nebengipfel, die sich an den Südgrat des Gasherbrum IV anschließen.
- Der Hidden Peak, der am Gasherbrum La mit dem Gasherbrum II verbunden ist. Sein Südostgrat erstreckt sich als Urdok-Kamm bis zum mehrgipfligen Sia Kangri. Eine eindeutige geographische Abgrenzung zwischen Gasherbrum I und Sia Kangri ist nicht auszumachen, dennoch endet die Gasherbrum-Gruppe, die zum Baltoro Muztagh gehört, am Abruzzi-Sattel zwischen Hidden Peak und Sia Kangri. Letzterer zählt zum Siachen Muztagh.

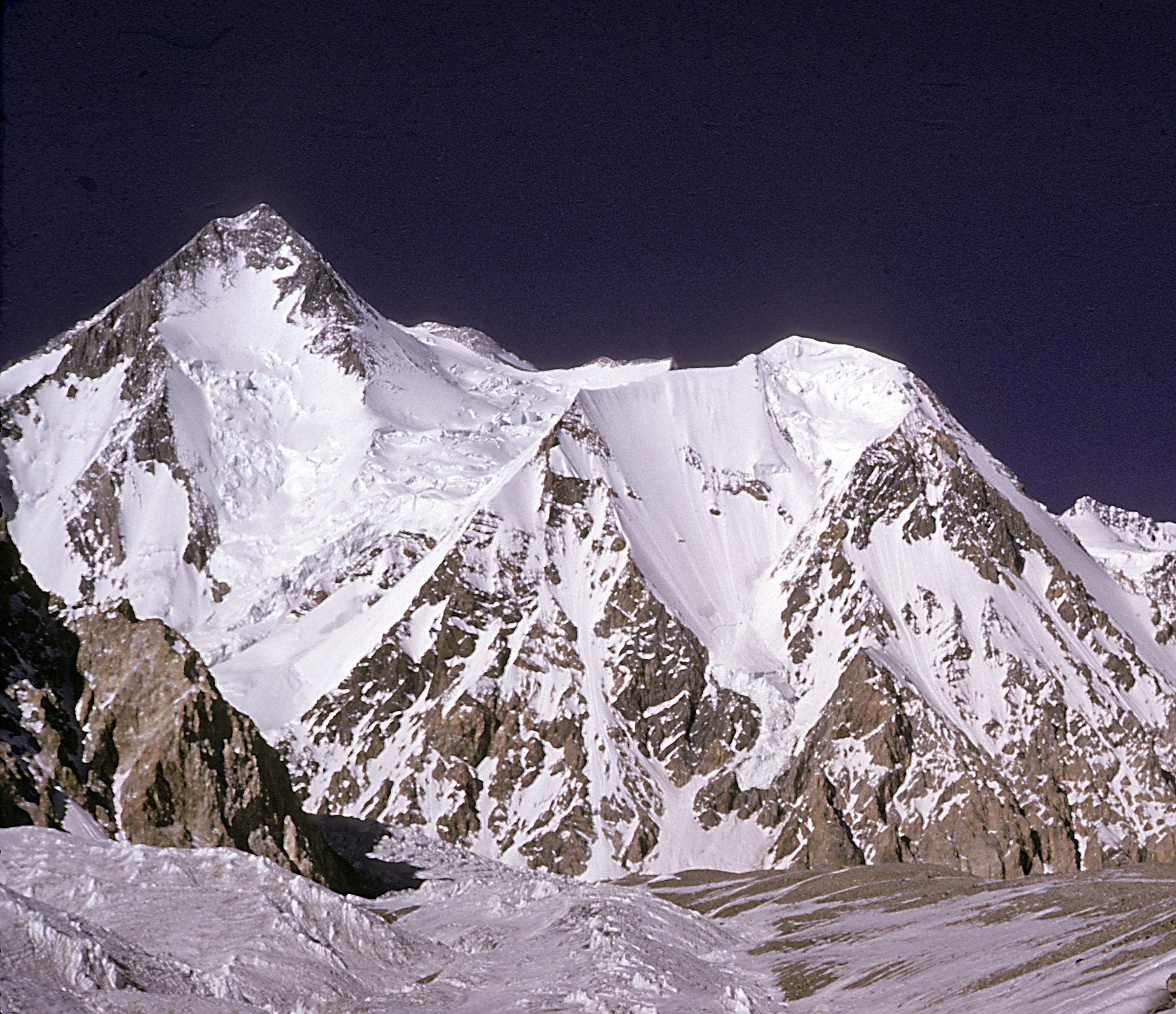
Der Gasherbrum I von Südwesten, in der Mitte das sogenannte Westbollwerk mit dem Südgipfel, ganz rechts der Urdok I

Von Südwesten aus gesehen bilden die Berge vom GI bis zum GVI einen hufeisenförmigen Grat. Einige dazwischen liegende Gipfel gelten aufgrund ihrer zu geringen Schartenhöhe bzw. Dominanz nicht als eigenständige Berge. Im Südosten beginnt der Grat mit dem Südgipfel des Hidden Peak (Hidden Süd) und erstreckt sich gegen den Uhrzeigersinn nach Norden (Hidden Peak, der Pass Gasherbrum La), Nordwesten (G Ost), Westen (G II, G III, G IV), Südsüdwesten (G VII) und wieder nach Südosten (G V, G VI). Der Halbkreis ist nach Südsüdost geöffnet. In diesem Hufeisen, dem teilweise ebenen Gasherbrum-Kessel, entspringt der Südliche Gasherbrumgletscher, der zwischen Gasherbrum I (bzw. Hidden Süd) und Gasherbrum VI über einen Eisbruch in den Abruzzigletscher mündet, der sich wiederum kurz darauf mit dem Oberen Baltorogletscher vereint.
Der Urdokgletscher nährt sich an der Ostseite des Sia-Kangri und fließt an der Nordostseite des Urdok-Kamms und des Hidden Peaks von Süden nach Norden entlang, wird dort von weiteren Hängegletschern gespeist und mündet ins Shaksgam-Tal, das durch den Shaksgam-Fluss Richtung Norden entwässert wird.
An der Nordseite von G II und III, sowie nordöstlich von G IV beginnt der Nördliche Gasherbrumgletscher, der an der Ostseite des Broad Peak vorbei nach Norden fließt und dann nach Osten abbiegt. Er mündet kurz nach dem Urdokgletscher ins Shaksgam-Tal.
Östlich des Gasherbrum I schließen sich der Sagan-Pass (5800 m) und der Sagan Peak (5749 m) sowie mehrere unbenannte Gipfel an. Nördlich des Sagan Peak verläuft der Sagangletscher, der die Schneemassen vom Gasherbrum La und damit von den Ostseiten von G I und G II zum Urdokgletscher befördert. Nördlich davon (in Verlängerung des G-II-Nordostgrates) befinden sich eine Reihe von unbenannten Gipfeln mit Höhen zwischen 4730 und 6038 Metern auf einem langgestreckten Grat. Dieser Grat bildet die nordöstliche Begrenzung der Gasherbrum-Gruppe.

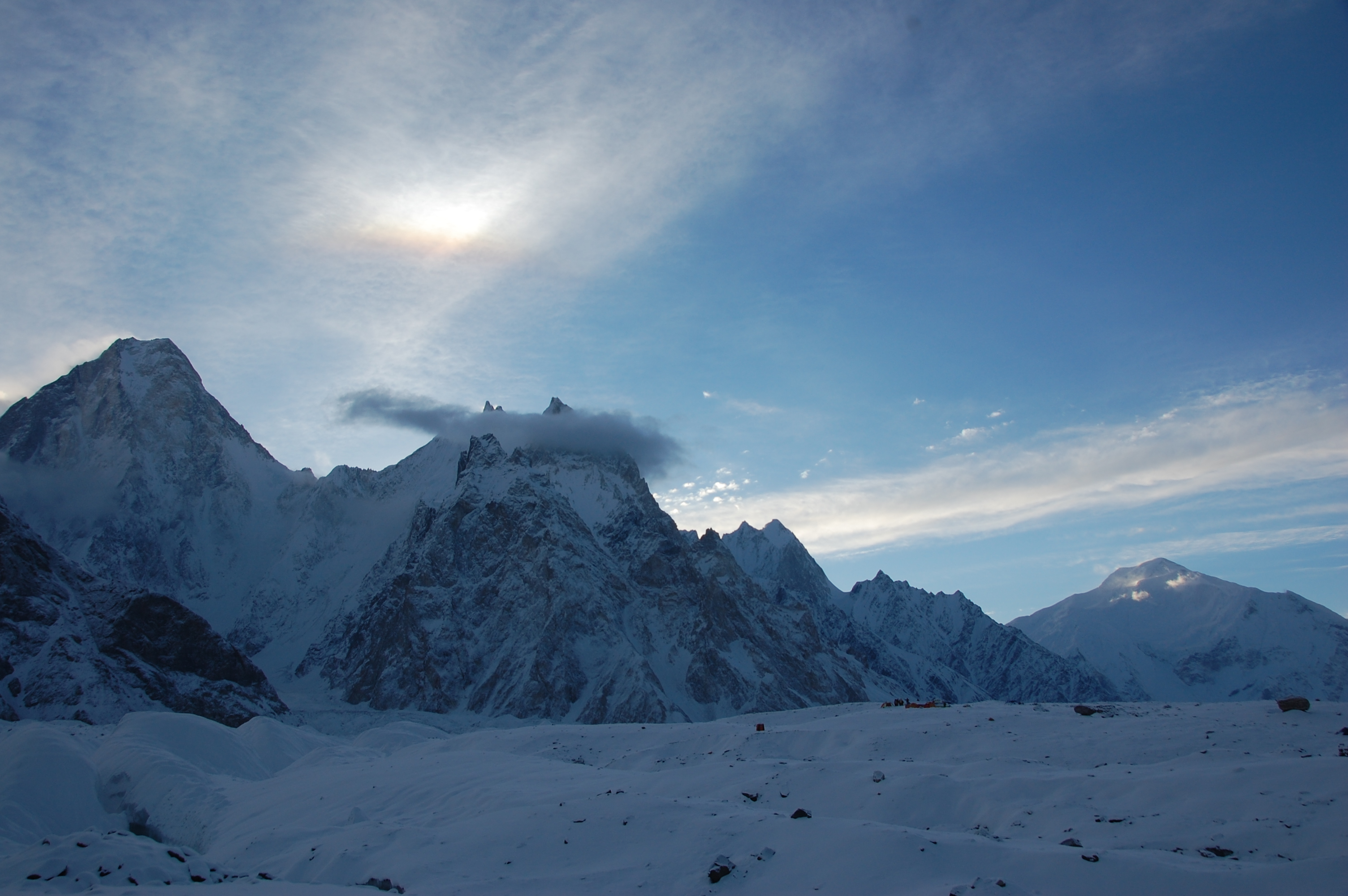
Gasherbrum IV, VII (mit Wolke) und VI sowie hinten rechts der Baltoro Kangri

Zwischen den unbenannten Gipfeln im Osten und dem Nördlichen Gasherbrumgletscher im Westen und Norden und damit unter der Nordwand von G II und G III befinden sich der Östliche Nakpogletscher und die Nakpo Peaks. Diese haben eine Höhe von nicht ganz 7000 Meter und sind teilweise durch den Westlichen Nakpogletscher getrennt. Die beiden Nakpogletscher fließen von Süden nach Norden zum Nördlichen Gasherbrumgletscher. Mit dem Hauptkamm der Gasherbrum-Gruppe sind die Nakpo Peaks am Spur Tower, einem 7476 Meter hohen Gipfel auf dem Grat zwischen G III und G IV, verbunden.

### Wasserscheide und Staatsgrenze
Die Wasserscheide zwischen Baltoro-Gletscher und Shaksgam-Tal und damit zwischen dem Indischen Ozean und dem Tarim-Becken verläuft über den Hauptkamm des Baltoro Muztagh. Gleichzeitig stellt die Wasserscheide den Grenzverlauf zwischen Pakistan und China dar. Von Süden nach Norden gesehen verläuft die Grenze über den Urdok-Kamm und den Gipfel des Hidden Peak zum Gasherbrum La, von dort über Gasherbrum Ost, G II und G III und über den Nordostgrat des G IV zu dessen Gipfelgrat. Dieser steigt nach Süden weiter an zum Hauptgipfel des Gasherbrum IV, der also nicht auf der Wasserscheide und daher allein in Pakistan liegt. Die Grenze verläuft weiter vom Nordende des G-IV-Gipfelgrats den Nordwestgrat des Berges hinab zum Broad Saddle. Hier steigt sie wieder an zum Broad Peak und verläuft über dessen Haupt-, Vor- und Mittelgipfel, wo er dann nach Osten abzweigt und über niedrigere Gipfel zum „Sattel der Winde“, an dem die Gasherbrum-Gruppe endet. Der Nordgipfel des Broad Peak liegt nordwestlich der Wasserscheide und damit in Pakistan.
Auf pakistanischem Gebiet liegen neben dem Gipfel des Gasherbrum IV die Berge in dessen Südostgrat, G V, G VI und deren Nebengipfel. Außerdem liegt der Südgipfel des Hidden Peak auf der pakistanischen Seite. Zu China zählen u. a. die Nakpo Peaks und die Gipfel östlich des Sagangletschers.

### Umgebung
Im Norden – und nur durch den Godwin-Austen-Gletscher vom Broad Peak getrennt – liegt der bekannteste Nachbar der Gasherbrum-Gruppe, der K2, der selbst die höchsten Gipfel der Gasherbrum-Gruppe noch um beinahe 600 Meter überragt.

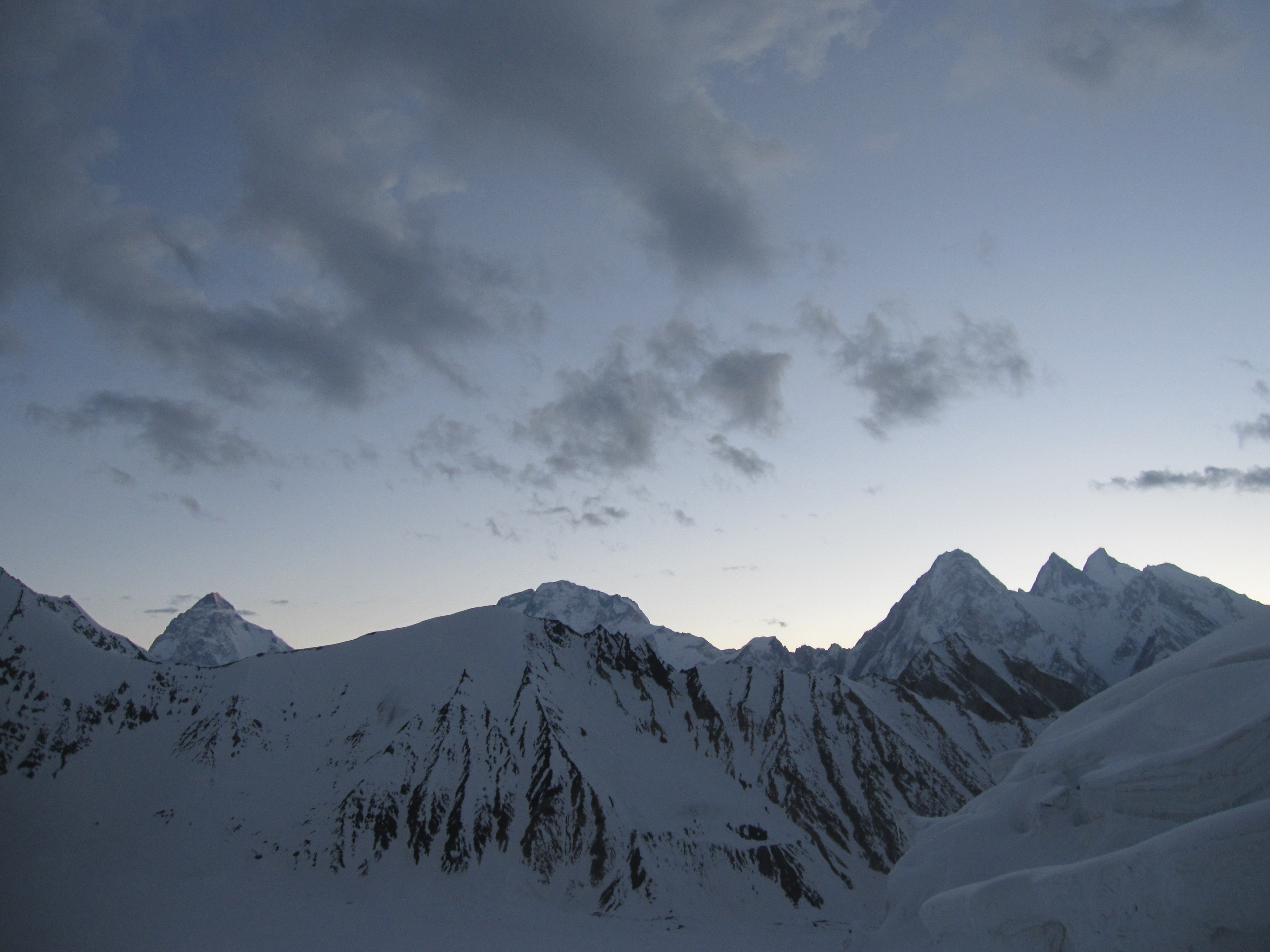
Sonnenaufgang am Gondogoro La. Im Hintergrund K2, Broad Peak, Gasherbrum IV, III und II

Westlich des Broad Peak und damit jenseits des Godwin-Austen-Gletschers finden sich u. a. die Berge Skil Brum und Muztagh Tower, die wie die Gruppe selbst zur Kette des Baltoro Muztagh gehören. Südwestlicher Nachbar der Gasherbrum-Gruppe ist der Baltoro Kangri, der vom Concordiaplatz aus gesehen über dem Oberen Baltorogletscher thront und der aus dem Gasherbrum-Kessel heraus gesehen hinter dem Südlichen Gasherbrumgletscher aufragt. Er gehört wie die walmdachförmige Chogolisa, die sich nach Westen anschließt, und dem Mitre Peak auf der Südwestseite des Baltoros zu den Masherbrum-Bergen.
Der Abruzzigletscher entspringt zwischen Hidden Peak und Baltoro Kangri am Conway-Sattel. Dieser Pass markiert zurzeit die Grenze zwischen dem pakistanisch- und dem indisch-kontrollierten Teil Kaschmirs.
Der langgezogene Südostgrat des Hidden Peak wird auch als Urdok-Kamm bezeichnet. Höchste Spitze auf diesem Grat ist der Urdok I (7250 m) bevor sich der Grat wieder zum 7422 Meter hohen Sia Kangri erhebt, der zum Siachen Muztagh gehört. Zwischen Sia Kangri und Baltoro Kangri, jenseits des Conway-Sattels, entspringt der Siachengletscher, auf dessen Südwestseite die Saltoro-Berge aufragen.
Östlich der Gasherbrum-Gruppe, auf der orographisch rechten Seite des Shaksgam-Tals, stehen bis über 6000 Meter hohe rotbraune bis gelbgraue Kalkberge, die von Kurt Diemberger als „Shaksgam-Dolomiten“ bezeichnet werden.

## Besteigungsgeschichte

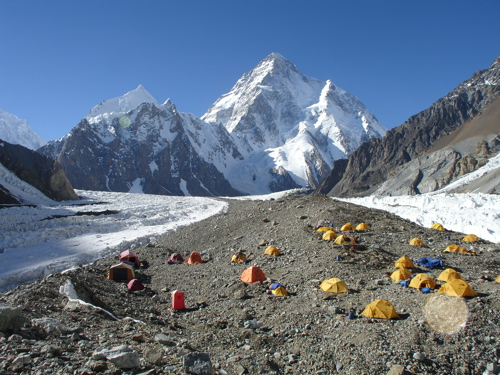
Das Broad-Peak-Basislager auf der Mittelmoräne des Godwin-Austen-Gletscher. Blick nach Norden zum K2.

Hier werden herausragende Besteigungen aufgeführt, die im besten Fall mehrere Berge der Gruppe betreffen. Detaillierte Besteigungschroniken finden sich darüber hinaus auf den Seiten der einzelnen Berge.
Das Basislager für Besteigungen von G I, G II und G III (von pakistanischer Seite aus) befindet sich noch auf dem Abruzzigletscher auf 5150 m unter dem Eisbruch des Südlichen Gasherbrumgletschers. Erst die vorgeschobenen Basislager liegen dann in der Nähe der zu besteigenden Berge. Das Broad Peak Basislager liegt auf dem Godwin-Austen-Gletscher. Da die meisten der anderen Gipfel noch unbestiegen sind, ist eine Angabe der Basislager nicht möglich.

### Erstbesteigungen
Nachdem 1954 der K2 von einer italienischen Expedition „erobert“ wurde, blieben auch die hohen Gipfel der Gasherbrumgruppe nicht mehr lange terrae incognitae. Die Österreicher Fritz Moravec, Josef Larch und Hans Willenpart erreichten am 7. Juli 1956 den Gipfel des Gasherbrum II. Am 9. Juni des folgenden Jahres gelang den Österreichern Marcus Schmuck, Fritz Wintersteller, Kurt Diemberger und Hermann Buhl die Besteigung des Broad Peak im Westalpenstil. Pete Schoening und Andrew Kauffman bezwangen als Mitglieder einer amerikanischen Expedition am 5. Juli 1958 schließlich den Hidden Peak. Am 6. August desselben Jahres erklommen die Italiener Walter Bonatti und Carlo Mauri den Gasherbrum IV über dessen Nordostgrat. Als Folge der Entwicklungen, die zum Zweiten Indisch-Pakistanischen Krieg führten, sperrte die pakistanische Regierung von 1961 bis 1974 das Karakorumgebirge. So konnte der Gasherbrum III erst 1975 durch die Polinnen Wanda Rutkiewicz, Alison Chadwick-Onyszkiewicz und ihre Landsmänner Janusz Onyszkiewicz und Krystof Zdzitowiecki erstbestiegen werden. Dies war die höchste Erstbesteigung durch eine Frau – eine Leistung, die nicht mehr überboten werden kann.

### Weitere bedeutende Besteigungen

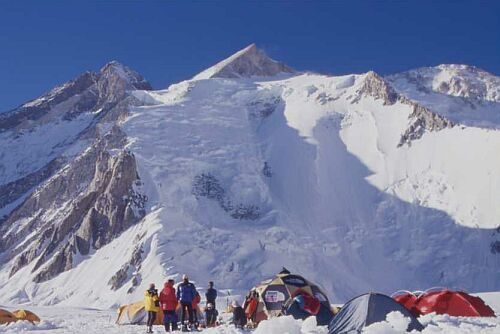
Im Gasherbrumkessel. Camp II und G III, G II, G Ost (v. l. n. r.)

Im Jahr 1975 gelangen auch die Zweitbesteigungen von Gasherbrum II durch eine französische Expedition um Y. Seigneur (auch Mitglieder der beiden polnischen Expeditionen waren erfolgreich) sowie des Hidden Peak durch Reinhold Messner und Peter Habeler, die zum ersten Mal einen Achttausender im reinen Alpinstil bestiegen. Der Gipfel des Broad Peak wurde erst zwei Jahre später zum zweiten Mal erreicht. In den 1980er Jahren waren die Achttausender der Gasherbrumgruppe regelmäßig Ziel von Expeditionen, spätestens seit den 1990er Jahren gelten vor allem Gasherbrum II und Broad Peak als relativ leicht zu ersteigende Achttausender und sind die Ziele von zahlreichen, auch kommerziellen Expeditionen. Der G II ist trotz seiner Abgelegenheit nach Mount Everest und Cho Oyu der am häufigsten bestiegene Achttausender.
Erhard Loretan und Marcel Rüedi – Mitglieder einer Schweizer Expedition – bestiegen im Sommer 1983 innerhalb von nur 15 Tagen alle drei Achttausender der Gasherbrumgruppe im Alpinstil, ihr Expeditionskamerad Jean-Claude Sonnenwyl war zwei Tage länger unterwegs.
1984 gelang den Südtirolern Reinhold Messner und Hans Kammerlander die Doppelüberschreitung von Gasherbrum II und I im Alpinstil ohne zwischenzeitlichen Abstieg in ein befestigtes Lager. Diese Expedition wurde durch Werner Herzog mit dem Film Gasherbrum – Der leuchtende Berg dokumentiert.
Jean-Christophe Lafaille gelang im Jahr 1996 die Doppelbesteigung von G II und G I im Alleingang, ebenfalls ohne zwischenzeitlichen Abstieg ins Basislager.
Nives Meroi gelang 2003 als erste Frau die Überschreitung der drei Achttausender Gasherbrum I, Gasherbrum II und Broad Peak in nur 20 Tagen im Alpinstil ohne zusätzlichen Sauerstoff und ohne Träger.
Die polnischen Alpinisten Jerzy Kukuczka und Wojciech Kurtyka überschritten im Juli 1984 alle drei Gipfel des Broad Peak von Nord nach Süd über Nord-, Mittel- und Hauptgipfel.
Die lange für unbesteigbar gehaltene Westwand des Gasherbrum IV durchstiegen der Österreicher Robert Schauer und der Pole Wojciech Kurtyka im Juli 1985 im Alpinstil.

### Erste Winterbesteigungen
Simone Moro, Denis Urubko und Cory Richards gelang am 2. Februar 2011 die erste vollständige Winterbesteigung des Gasherbrum II. Damit ist der Gasherbrum II der erste der vier Achttausender im Karakorum und der fünf pakistanischen Achttausender, der im Winter bestiegen wurde.
Am 9. März 2012 gelang den beiden Polen Adam Bielecki und Janusz Gołąb die Wintererstbesteigung des Gasherbrum I.
Bereits 1988 hatte der Pole Maciej Berbeka zunächst vermeldet, am 6. März 1988 die erste Winterbesteigung des Broad Peak geschafft zu haben. Am Gipfelgrat verhinderten Schneeverwehungen die Sicht. Nach Ansicht von Fotos gab Beberka zu, nur den 8013 Meter hohen Vorgipfel erreicht zu haben.

### Ostseite
Erst seit jüngerer Zeit werden Besteigungsversuche von der schwer zugänglichen chinesischen Ostseite unternommen. Die erste Besteigung eines Gipfels aus dem Shaksgam-Tal heraus gelang Mitgliedern einer spanischen Expedition, unter ihnen Oscar Cadiach, die 1992 den Mittelgipfel des Broad Peak bestiegen. Erst 15 bzw. 16 Jahre später gelangen an der Nordwand des Gasherbrum II zwei weitere Besteigungen: Die Schweizer Bergsteiger Ueli Steck, Hans Mitterer und Cedric Hählen erreichten am 7. Juli 2006 den 7.772 Meter hohen Ostgipfel. Im Jahr 2007 bewältigten die Italiener Karl Unterkircher, Daniele Bernasconi und Michele Compagnoni erstmals die vollständige Durchsteigung der Nordwand in der Direttissima und erreichten am 20. Juli den Gipfel. Indem sie über die Südseite abstiegen, gelang ihnen die erste Überschreitung der Gasherbrumgruppe von China nach Pakistan.
Die Nord- bzw. Ostseiten von Hidden Peak, Gasherbrum III und IV sowie des Broad-Peak-Hauptgipfel sind bislang unbegangen.